# Franz Weiß (Politiker, 1887)
Franz Weiß (* 23. Dezember 1887 in Ried; † 2. Oktober 1974 in Weingarten) war ein deutscher Agrarwissenschaftler und Politiker (CDU).

## Leben und Beruf
Franz Weiß wurde als Sohn eines Landwirtes geboren. Nach dem Schulbesuch nahm er ein Studium der Agrarwissenschaften an den Universitäten in Halle, Hohenheim und Gießen auf, das er mit der Promotion beendete. Er war Mitglied der katholischen Studentenverbindungen KDStV Carolingia Hohenheim und KDStV Aenania München.
Weiß arbeitete zunächst als Landwirtschaftslehrer in Stromberg. Er wechselte 1913 als Dozent zur Landessaatzuchtanstalt Hohenheim, war seit 1920 Leiter der Abteilung Pflanzenzucht bei der Landwirtschaftskammer in Stuttgart und erhielt zuletzt die Ernennung zum Oberlandwirtschaftsrat. Nach der Machtübernahme der Nationalsozialisten verlor er seine Anstellung, trat 1934 dann als Beamter in den Reichsnährstand ein und wirkte als Geschäftsführer des Württembergischen Getreidewirtschafts- und des Kartoffelwirtschaftsverbandes.

## Politik
Weiß gehörte vor 1933 der Zentrumspartei an. Er war nach dem Zweiten Weltkrieg einer der Initiatoren der Gründung der CDU in Württemberg-Hohenzollern, deren Gründungsvorsitzender er im Januar 1946 wurde. Auf dem ersten Landesparteitag am 23. März 1946 in Sigmaringen wurde er in diesem Amt, das er bis September 1946 innehatte, bestätigt.
Weiß wurde 1945 von der französischen Militärregierung zum Landesdirektor für Ernährung und Landwirtschaft ernannt, wurde dann jedoch schon im Oktober wieder abgesetzt. Er erhielt 1946 eine Beförderung zum Ministerialdirigenten beim Landesdirektorium für Wirtschaft und war als Staatssekretär für Landwirtschaft und Ernährung vom 9. Dezember 1946 bis zum 8. Juli 1947 Mitglied des von Carlo Schmid geführten Staatssekretariates und amtierte anschließend bis zum 25. April 1952 als Landwirtschaftsminister in der von Staatspräsident Lorenz Bock geführten Regierung des Landes Württemberg-Hohenzollern. Dem Deutschen Bundestag gehörte er in dessen erster Legislaturperiode (1949–1953) an. Er vertrat den Wahlkreis Balingen im Parlament.

## Ehrungen
- 1953: Großes Verdienstkreuz mit Stern der Bundesrepublik Deutschland
- 1957: Goldene Ehrennadel des Landesbauernverbandes Baden-Württemberg
- 1967: Ehrenbürger von Musbach